# All England 1994
Die All England 1994 im Badminton fanden vom 16. bis 20. März in Birmingham statt. Sie waren die 84. Auflage dieser Veranstaltung. Austragungsort war erstmals die National Indoor Arena. Das Preisgeld betrug 125.000 US-Dollar und die Veranstaltung hatte damit 5 Sterne in der Grand-Prix-Wertung.

## Austragungsort
- National Indoor Arena

## Sieger und Platzierte
| Disziplin    | Gold                           | Silber                     | Bronze                                  |
| ------------ | ------------------------------ | -------------------------- | --------------------------------------- |
| Herreneinzel | Heryanto Arbi                  | Ardy Wiranata              | Hermawan Susanto                        |
| Herreneinzel | Heryanto Arbi                  | Ardy Wiranata              | Alan Budikusuma                         |
| Dameneinzel  | Susi Susanti                   | Ye Zhaoying                | Bang Soo-hyun                           |
| Dameneinzel  | Susi Susanti                   | Ye Zhaoying                | Camilla Martin                          |
| Herrendoppel | Rudy Gunawan Bambang Suprianto | Ricky Subagja Rexy Mainaky | Cheah Soon Kit Soo Beng Kiang           |
| Herrendoppel | Rudy Gunawan Bambang Suprianto | Ricky Subagja Rexy Mainaky | S. Antonius Budi Ariantho Denny Kantono |
| Damendoppel  | Chung So-young Gil Young-ah    | Jang Hye-ock Shim Eun-jung | Julie Bradbury Gillian Clark            |
| Damendoppel  | Chung So-young Gil Young-ah    | Jang Hye-ock Shim Eun-jung | Lotte Olsen Lisbet Stuer-Lauridsen      |
| Mixed        | Nick Ponting Joanne Goode      | Chris Hunt Gillian Clark   | Jon Holst-Christensen Rosiana Tendean   |
| Mixed        | Nick Ponting Joanne Goode      | Chris Hunt Gillian Clark   | Pär-Gunnar Jönsson Maria Bengtsson      |

## Finalresultate
| Disziplin    | Sieger                         | Finalist                   | Ergebnis         |
| ------------ | ------------------------------ | -------------------------- | ---------------- |
| Herreneinzel | Heryanto Arbi                  | Ardy Wiranata              | 15–12, 17–14     |
| Dameneinzel  | Susi Susanti                   | Ye Zhaoying                | 11–5, 11–9       |
| Herrendoppel | Rudy Gunawan Bambang Suprianto | Ricky Subagja Rexy Mainaky | 15–12, 15–12     |
| Damendoppel  | Chung So-young Gil Young-ah    | Jang Hye-ock Shim Eun-jung | 7–15, 15–8, 15–4 |
| Mixed        | Nick Ponting Joanne Wright     | Chris Hunt Gillian Clark   | 15–10, 15–11     |

## Herreneinzel

### 1. Runde
- Heryanto Arbi –  Ardy Wiranata: 15-12 / 17-14
- Ardy Wiranata –  Takuya Katayama: 15-4 / 15-2
- Henrik Sørensen –  Kim Chul Joong: 15-10 / 15-12
- Ong Ewe Hock –  Kenneth Jonassen: 15-6 / 15-10
- Peter Bush –  Johnny Sørensen: 15-8 / 15-5
- Fung Permadi –  Bruce Flockhart: 15-3 / 15-4
- Søren B. Nielsen –  Anders Nielsen: 15-7 / 17-14
- Lioe Tiong Ping –  Sunit Welling: 15-3 / 15-5
- Thomas Stuer-Lauridsen –  Fumihiko Machida: 15-8 / 15-8
- Pontus Jäntti –  Nick Hall: 14-17 / 15-9 / 15-6
- Park Sung-woo –  Peter A. Smith: 15-1 / 15-1
- Jaimie Dawson –  Pedro Vanneste: 15-3 / 15-12
- Hermawan Susanto –  Sun Jun : 15-11 / 15-10
- Jeroen van Dijk –  Hannes Fuchs: 15-11 / 10-15 / 15-7
- Jens Meibom –  Kum Wai Kok: 15-10 / 15-8
- Morten Boesen –  Erik Lia: 15-7 / 15-18 / 15-12
- Peter Rasmussen –  Steve Isaac: 15-5 / 15-3
- Sompol Kukasemkij –  Peter Knowles: 12-15 / 15-10 / 15-13
- Chen Gang –  Claus Olsen: 15-5 / 15-8
- Alan Budikusuma –  Thomas Madsen: 15-11 / 15-3
- Ahn Jae-chang –  Colin Haughton: 15-4 / 15-7 / 1-0
- Foo Kok Keong –  Sergey Melnikov: 15-3 / 15-4
- Wong Wai Lap –  David Gilmour: 15-4 / 15-4
- Poul-Erik Høyer Larsen –  Takahiro Suka: 15-9 / 10-15 / 15-7
- Steve Butler –  Robert Liljequist: 15-9 / 15-11
- Liu Jun –  Hans Sperre: 15-11 / 15-9
- Peter Espersen –  Robert Nock: 15-2 / 15-2
- Rashid Sidek –  Hidetaka Yamada: 15-1 / 15-1
- Dipankar Bhattacharjee –  Kazuhiro Honda: 15-11 / 15-2
- Kim Hak-kyun –  Oliver Pongratz: 15-8 / 9-15 / 15-9
- Jan Jørgensen –  Anthony Bush: 6-15 / 15-11 / 15-6
- Heryanto Arbi –  Claus Simonsen: 15-6 / 18-14
- Steffan Pandya –  Jens Olsson: w.o.

### 2. Runde
- Ardy Wiranata –  Henrik Sørensen: 15-3 / 15-4
- Ong Ewe Hock –  Peter Bush: 15-7 / 15-6
- Fung Permadi –  Søren B. Nielsen: 14-17 / 15-9 / 15-3
- Lioe Tiong Ping –  Steffan Pandya: 15-8 / 15-6
- Thomas Stuer-Lauridsen –  Pontus Jäntti: 15-9 / 15-6
- Park Sung-woo –  Jaimie Dawson: 15-5 / 15-2
- Hermawan Susanto –  Jeroen van Dijk: 15-1 / 15-7
- Jens Meibom –  Morten Boesen: 15-11 / 15-6
- Sompol Kukasemkij –  Peter Rasmussen: 15-10 / 15-2
- Alan Budikusuma –  Chen Gang: 15-1 / 15-12
- Foo Kok Keong –  Ahn Jae-chang: 15-18 / 15-12 / 15-10
- Poul-Erik Høyer Larsen –  Wong Wai Lap: 15-10 / 15-11
- Steve Butler –  Liu Jun: 15-8 / 6-15 / 17-16
- Rashid Sidek –  Peter Espersen: 15-8 / 15-11
- Kim Hak-kyun –  Dipankar Bhattacharjee: 15-5 / 15-10
- Heryanto Arbi –  Jan Jørgensen: 15-8 / 15-6
- Ardy Wiranata –  Ong Ewe Hock: 15-12 / 15-12
- Fung Permadi –  Lioe Tiong Ping: 15-7 / 15-9
- Thomas Stuer-Lauridsen –  Park Sung-woo: 17-15 / 1-15 / 15-11
- Hermawan Susanto –  Jens Meibom: 15-6 / 15-14
- Alan Budikusuma –  Sompol Kukasemkij: 18-15 / 15-3
- Poul-Erik Høyer Larsen –  Foo Kok Keong: 17-15 / 15-5
- Rashid Sidek –  Steve Butler: 15-10 / 15-7

### Sektion 1
|  | 2. Runde | 2. Runde               | 2. Runde | 2. Runde | 2. Runde |  |  | Achtelfinale | Achtelfinale           | Achtelfinale | Achtelfinale | Achtelfinale |  |  | Viertelfinale          | Viertelfinale | Viertelfinale | Viertelfinale | Viertelfinale |  |  | Halbfinale | Halbfinale | Halbfinale | Halbfinale | Halbfinale |
|  |          |                        |          |          |          |  |  |              |                        |              |              |              |  |  |                        |               |               |               |               |  |  |            |            |            |            |            |
|  |          | Heryanto Arbi          | 15       | 15       |          |  |  |              |                        |              |              |              |  |  |                        |               |               |               |               |  |  |            |            |            |            |            |
|  |          | Jan Jørgensen          | 8        | 6        |          |  |  |              | Heryanto Arbi          | 6            | 15           | 15           |  |  |                        |               |               |               |               |  |  |            |            |            |            |            |
|  |          | Kim Hak-kyun           | 15       | 15       |          |  |  |              | Kim Hak-kyun           | 15           | 13           | 7            |  |  |                        |               |               |               |               |  |  |            |            |            |            |            |
|  |          | Dipankar Bhattacharjee | 5        | 10       |          |  |  |              |                        |              |              |              |  |  | Heryanto Arbi          | 15            | 15            |               |               |  |  |            |            |            |            |            |
|  |          | Rashid Sidek           | 15       | 15       |          |  |  |              |                        |              |              |              |  |  | Rashid Sidek           | 1             | 5             |               |               |  |  |            |            |            |            |            |
|  |          | Peter Espersen         | 8        | 11       |          |  |  |              | Rashid Sidek           | 15           | 15           |              |  |  |                        |               |               |               |               |  |  |            |            |            |            |            |
|  |          | Steve Butler           | 15       | 6        | 17       |  |  |              | Steve Butler           | 10           | 7            |              |  |  |                        |               |               |               |               |  |  |            |            |            |            |            |
|  |          | Liu Jun                | 8        | 15       | 16       |  |  |              |                        |              |              |              |  |  | Heryanto Arbi          | 15            | 15            |               |               |  |  |            |            |            |            |            |
|  |          | Alan Budikusuma        | 15       | 15       |          |  |  |              |                        |              |              |              |  |  | Alan Budikusuma        | 5             | 7             |               |               |  |  |            |            |            |            |            |
|  |          | Chen Gang              | 1        | 12       |          |  |  |              | Alan Budikusuma        | 18           | 15           |              |  |  |                        |               |               |               |               |  |  |            |            |            |            |            |
|  |          | Sompol Kukasemkij      | 15       | 15       |          |  |  |              | Sompol Kukasemkij      | 15           | 3            |              |  |  |                        |               |               |               |               |  |  |            |            |            |            |            |
|  |          | Peter Rasmussen        | 10       | 2        |          |  |  |              |                        |              |              |              |  |  | Alan Budikusuma        | 15            | 15            |               |               |  |  |            |            |            |            |            |
|  |          | Poul-Erik Høyer Larsen | 15       | 15       |          |  |  |              |                        |              |              |              |  |  | Poul-Erik Høyer Larsen | 10            | 3             |               |               |  |  |            |            |            |            |            |
|  |          | Wong Wai Lap           | 10       | 11       |          |  |  |              | Poul-Erik Høyer Larsen | 17           | 15           |              |  |  |                        |               |               |               |               |  |  |            |            |            |            |            |
|  |          | Foo Kok Keong          | 15       | 15       | 15       |  |  |              | Foo Kok Keong          | 15           | 5            |              |  |  |                        |               |               |               |               |  |  |            |            |            |            |            |
|  |          | Ahn Jae-chang          | 18       | 12       | 10       |  |  |              |                        |              |              |              |  |  |                        |               |               |               |               |  |  |            |            |            |            |            |

### Sektion 2
|  | 2. Runde | 2. Runde               | 2. Runde | 2. Runde | 2. Runde |  |  | Achtelfinale | Achtelfinale           | Achtelfinale | Achtelfinale | Achtelfinale |  |  | Viertelfinale          | Viertelfinale | Viertelfinale | Viertelfinale | Viertelfinale |  |  | Halbfinale | Halbfinale | Halbfinale | Halbfinale | Halbfinale |
|  |          |                        |          |          |          |  |  |              |                        |              |              |              |  |  |                        |               |               |               |               |  |  |            |            |            |            |            |
|  |          | Ardy Wiranata          | 15       | 15       |          |  |  |              |                        |              |              |              |  |  |                        |               |               |               |               |  |  |            |            |            |            |            |
|  |          | Henrik Sørensen        | 3        | 4        |          |  |  |              | Ardy Wiranata          | 15           | 15           |              |  |  |                        |               |               |               |               |  |  |            |            |            |            |            |
|  |          | Ong Ewe Hock           | 15       | 15       |          |  |  |              | Ong Ewe Hock           | 12           | 12           |              |  |  |                        |               |               |               |               |  |  |            |            |            |            |            |
|  |          | Peter Bush             | 7        | 6        |          |  |  |              |                        |              |              |              |  |  | Ardy Wiranata          | 14            | 15            | 15            |               |  |  |            |            |            |            |            |
|  |          | Fung Permadi           | 14       | 15       | 15       |  |  |              |                        |              |              |              |  |  | Fung Permadi           | 18            | 4             | 4             |               |  |  |            |            |            |            |            |
|  |          | Søren B. Nielsen       | 17       | 9        | 3        |  |  |              | Fung Permadi           | 15           | 15           |              |  |  |                        |               |               |               |               |  |  |            |            |            |            |            |
|  |          | Lioe Tiong Ping        | 15       | 15       |          |  |  |              | Lioe Tiong Ping        | 7            | 9            |              |  |  |                        |               |               |               |               |  |  |            |            |            |            |            |
|  |          | Steffan Pandya         | 8        | 6        |          |  |  |              |                        |              |              |              |  |  | Ardy Wiranata          | 15            | 15            |               |               |  |  |            |            |            |            |            |
|  |          | Hermawan Susanto       | 15       | 15       |          |  |  |              |                        |              |              |              |  |  | Hermawan Susanto       | 8             | 3             |               |               |  |  |            |            |            |            |            |
|  |          | Jeroen van Dijk        | 1        | 7        |          |  |  |              | Hermawan Susanto       | 15           | 15           |              |  |  |                        |               |               |               |               |  |  |            |            |            |            |            |
|  |          | Jens Meibom            | 15       | 15       |          |  |  |              | Jens Meibom            | 6            | 14           |              |  |  |                        |               |               |               |               |  |  |            |            |            |            |            |
|  |          | Morten Boesen          | 11       | 6        |          |  |  |              |                        |              |              |              |  |  | Hermawan Susanto       | 15            | 14            | 15            |               |  |  |            |            |            |            |            |
|  |          | Thomas Stuer-Lauridsen | 15       | 15       |          |  |  |              |                        |              |              |              |  |  | Thomas Stuer-Lauridsen | 12            | 18            | 7             |               |  |  |            |            |            |            |            |
|  |          | Pontus Jäntti          | 9        | 6        |          |  |  |              | Thomas Stuer-Lauridsen | 17           | 1            | 15           |  |  |                        |               |               |               |               |  |  |            |            |            |            |            |
|  |          | Park Sung-woo          | 15       | 15       |          |  |  |              | Park Sung-woo          | 15           | 15           | 11           |  |  |                        |               |               |               |               |  |  |            |            |            |            |            |
|  |          | Jaimie Dawson          | 5        | 2        |          |  |  |              |                        |              |              |              |  |  |                        |               |               |               |               |  |  |            |            |            |            |            |

## Dameneinzel

### Qualifikation 1. Runde
- Gillian Martin –  Wendy Taylor: 11-2 / 11-7
- Kumi Ohta –  Gitte Sommer: 12-9 / 11-5
- Amanda Carter –  Pernille Strom: 11-5 / 9-12 / 11-5
- Nicole Baldewein –  Hitomi Kanauchi: 11-0 / 11-6
- Rhona Robertson –  Song Yang: 11-2 / 12-9
- Sonya McGinn –  Laura Woodley: 11-2 / 12-9
- Emma Constable –  Ruth Gardner: 11-1 / 11-0
- Tanja Berg –  Masami Yamazaki: 10-12 / 11-8 / 11-8
- Rhonda Cator –  Olga Chernyshova: 11-0 / 11-5
- Majken Vange –  Kelly Morgan: 2-11 / 12-11 / 11-9
- Sarah Hardaker –  Yuko Watanabe: 11-6 / 11-3
- Lone Sørensen –  Tammy Jenkins: 3-11 / 11-3 / 11-8

### Qualifikation 2. Runde
- Sheree Jefferson –  Rebecca Pantaney: 3-11 / 11-7 / 11-9
- Michelle Rasmussen –  Gillian Martin: 11-6 / 11-8
- Justine Willmott –  Kumi Ohta: 11-3 / 11-6
- Amanda Carter –  Nicole Baldewein: 11-6 / 11-3
- Rhona Robertson –  Sonya McGinn: 11-1 / 11-12 / 11-4
- Tanja Berg –  Emma Constable: 11-0 / 11-6
- Rhonda Cator –  Majken Vange: 11-3 / 11-4
- Lone Sørensen –  Sarah Hardaker: 12-9 / 11-1

### Qualifikation 3. Runde
- Michelle Rasmussen –  Sheree Jefferson: 11-6 / 11-4
- Justine Willmott –  Amanda Carter: 11-9 / 11-7
- Rhona Robertson –  Tanja Berg: 11-7 / 11-2
- Lone Sørensen –  Rhonda Cator: 4-11 / 11-4 / 11-7

### 1. Runde
- Jaroensiri Somhasurthai –  Alison Humby: 11-3 / 11-0
- Hisako Mizui –  Justine Willmott: 11-1 / 11-0
- Ra Kyung-min –  Julie Bradbury: 6-11 / 11-3 / 11-6
- Mette Pedersen –  Miho Tanaka: 10-12 / 11-5 / 11-3
- Minarti Timur –  Julia Mann: 11-3 / 11-1
- Zhang Ning –  Astrid Crabo: 11-2 / 11-7
- Suzanne Louis-Lane –  Doris Piché: 11-12 / 11-3 / 11-8
- Liu Yuhong –  Yasuko Mizui: 11-2 / 12-9
- Joanne Muggeridge –  Lee Joo Hyun: 9-12 / 11-7 / 11-8
- Zarinah Abdullah –  Marina Andrievskaia: 11-8 / 8-11 / 11-6
- Monique Hoogland –  Pornsawan Plungwech: 12-9 / 11-1
- Yuni Kartika –  Lotte Thomsen: 11-2 / 11-2
- Shinobu Sasaki –  Ge Fei: 7-11 / 12-10 / 11-1
- Lone Sørensen –  Mette Sørensen: 11-3 / 12-9
- Mia Audina –  Fiona Elliott: 11-6 / 11-2
- Takako Ida –  Manjusha Kanwar: w.o.

### Sektion 1
|  | 2. Runde | 2. Runde                | 2. Runde | 2. Runde | 2. Runde |  |  | Achtelfinale | Achtelfinale       | Achtelfinale | Achtelfinale | Achtelfinale |  |  | Viertelfinale | Viertelfinale | Viertelfinale | Viertelfinale | Viertelfinale |  |  | Halbfinale | Halbfinale | Halbfinale | Halbfinale | Halbfinale |
|  |          |                         |          |          |          |  |  |              |                    |              |              |              |  |  |               |               |               |               |               |  |  |            |            |            |            |            |
|  |          | Susi Susanti            | 11       | 11       |          |  |  |              |                    |              |              |              |  |  |               |               |               |               |               |  |  |            |            |            |            |            |
|  |          | Anne Gibson             | 3        | 2        |          |  |  |              | Susi Susanti       | 11           | 1            | 11           |  |  |               |               |               |               |               |  |  |            |            |            |            |            |
|  |          | Hisako Mizui            | 11       | 1        | 11       |  |  |              | Hisako Mizui       | 8            | 11           | 4            |  |  |               |               |               |               |               |  |  |            |            |            |            |            |
|  |          | Jaroensiri Somhasurthai | 8        | 11       | 4        |  |  |              |                    |              |              |              |  |  | Susi Susanti  | 11            | 11            |               |               |  |  |            |            |            |            |            |
|  |          | Ra Kyung-min            | 11       | 11       |          |  |  |              |                    |              |              |              |  |  | Ra Kyung-min  | 5             | 2             |               |               |  |  |            |            |            |            |            |
|  |          | Mette Pedersen          | 3        | 1        |          |  |  |              | Ra Kyung-min       | 11           | 3            | 12           |  |  |               |               |               |               |               |  |  |            |            |            |            |            |
|  |          | Lim Xiaoqing            | 11       | 11       |          |  |  |              | Lim Xiaoqing       | 6            | 11           | 10           |  |  |               |               |               |               |               |  |  |            |            |            |            |            |
|  |          | Irina Yakusheva         | 5        | 2        |          |  |  |              |                    |              |              |              |  |  | Susi Susanti  | 11            | 11            |               |               |  |  |            |            |            |            |            |
|  |          | Bang Soo-hyun           | 11       | 11       |          |  |  |              |                    |              |              |              |  |  | Bang Soo-hyun | 8             | 9             |               |               |  |  |            |            |            |            |            |
|  |          | Anne Søndergaard        | 5        | 0        |          |  |  |              | Bang Soo-hyun      | 11           | 11           |              |  |  |               |               |               |               |               |  |  |            |            |            |            |            |
|  |          | Zhang Ning              | 11       | 10       | 11       |  |  |              | Zhang Ning         | 2            | 5            |              |  |  |               |               |               |               |               |  |  |            |            |            |            |            |
|  |          | Minarti Timur           | 5        | 12       | 6        |  |  |              |                    |              |              |              |  |  | Bang Soo-hyun | 11            | 11            |               |               |  |  |            |            |            |            |            |
|  |          | Han Jingna              | 11       | 12       |          |  |  |              |                    |              |              |              |  |  | Han Jingna    | 8             | 6             |               |               |  |  |            |            |            |            |            |
|  |          | Michelle Rasmussen      | 2        | 10       |          |  |  |              | Han Jingna         | 11           | 8            | 11           |  |  |               |               |               |               |               |  |  |            |            |            |            |            |
|  |          | Suzanne Louis-Lane      | 12       | 5        | 11       |  |  |              | Suzanne Louis-Lane | 1            | 11           | 3            |  |  |               |               |               |               |               |  |  |            |            |            |            |            |
|  |          | Takako Ida              | 11       | 11       | 1        |  |  |              |                    |              |              |              |  |  |               |               |               |               |               |  |  |            |            |            |            |            |

### Sektion 2
|  | 2. Runde | 2. Runde            | 2. Runde | 2. Runde | 2. Runde |  |  | Achtelfinale | Achtelfinale        | Achtelfinale | Achtelfinale | Achtelfinale |  |  | Viertelfinale  | Viertelfinale | Viertelfinale | Viertelfinale | Viertelfinale |  |  | Halbfinale | Halbfinale | Halbfinale | Halbfinale | Halbfinale |
|  |          |                     |          |          |          |  |  |              |                     |              |              |              |  |  |                |               |               |               |               |  |  |            |            |            |            |            |
|  |          | Ye Zhaoying         | 11       | 11       |          |  |  |              |                     |              |              |              |  |  |                |               |               |               |               |  |  |            |            |            |            |            |
|  |          | Denyse Julien       | 5        | 3        |          |  |  |              | Ye Zhaoying         | 6            | 11           | 11           |  |  |                |               |               |               |               |  |  |            |            |            |            |            |
|  |          | Mia Audina          | 11       | 11       |          |  |  |              | Mia Audina          | 11           | 8            | 7            |  |  |                |               |               |               |               |  |  |            |            |            |            |            |
|  |          | Lone Sørensen       | 2        | 4        |          |  |  |              |                     |              |              |              |  |  | Ye Zhaoying    | 12            | 11            |               |               |  |  |            |            |            |            |            |
|  |          | Yuni Kartika        | 11       | 11       |          |  |  |              |                     |              |              |              |  |  | Yuni Kartika   | 11            | 7             |               |               |  |  |            |            |            |            |            |
|  |          | Shinobu Sasaki      | 1        | 5        |          |  |  |              | Yuni Kartika        | 11           | 7            | 11           |  |  |                |               |               |               |               |  |  |            |            |            |            |            |
|  |          | Christine Magnusson | 11       | 11       |          |  |  |              | Christine Magnusson | 4            | 11           | 6            |  |  |                |               |               |               |               |  |  |            |            |            |            |            |
|  |          | Kim Ji-hyun         | 3        | 1        |          |  |  |              |                     |              |              |              |  |  | Ye Zhaoying    | 11            | 11            |               |               |  |  |            |            |            |            |            |
|  |          | Camilla Martin      | 11       | 11       |          |  |  |              |                     |              |              |              |  |  | Camilla Martin | 6             | 8             |               |               |  |  |            |            |            |            |            |
|  |          | Rhona Robertson     | 2        | 3        |          |  |  |              | Camilla Martin      | 11           | 11           |              |  |  |                |               |               |               |               |  |  |            |            |            |            |            |
|  |          | Zarinah Abdullah    | 12       | 11       |          |  |  |              | Zarinah Abdullah    | 4            | 1            |              |  |  |                |               |               |               |               |  |  |            |            |            |            |            |
|  |          | Monique Hoogland    | 10       | 6        |          |  |  |              |                     |              |              |              |  |  | Camilla Martin | 11            | 11            |               |               |  |  |            |            |            |            |            |
|  |          | Liu Yuhong          | 11       | 11       |          |  |  |              |                     |              |              |              |  |  | Liu Yuhong     | 4             | 6             |               |               |  |  |            |            |            |            |            |
|  |          | Joanne Muggeridge   | 1        | 3        |          |  |  |              | Liu Yuhong          | w/o          |              |              |  |  |                |               |               |               |               |  |  |            |            |            |            |            |
|  |          | Yuliani Santosa     | w/o      |          |          |  |  |              | Yuliani Santosa     | scr          |              |              |  |  |                |               |               |               |               |  |  |            |            |            |            |            |
|  |          | Catrine Bengtsson   | scr      |          |          |  |  |              |                     |              |              |              |  |  |                |               |               |               |               |  |  |            |            |            |            |            |

## Herrendoppel

### Qualifikation 1. Runde
- Anthony Bush /  Finn Schmidt-Jensen –  Anders Boesen /  Morten Boesen: 15-9 / 15-8
- Hugo Rodrigues /  Fernando Silva –  Jarrod R C King /  Jean-Francois Mercier: 15-6 / 15-11
- Lars Paaske /  Henrik Sørensen –  Allan Cottell /  Nathan Robertson: 15-11 / 15-9
- Mads Jørgensen /  Mikkel Pommergaard –  Satish Narasimhan /  Pritesh Shah: 15-0 / 15-4
- Simon Laskey /  Keith Vernon –  Ermadena Hj Talip /  Awangku Norumaizi Pg Othman: 15-3 / 15-4
- Peter Janum /  Niels Christian Kaldau –  Richard Doling /  Rodger Mistri: 15-5 / 15-10

### Qualifikation 2. Runde
- Anthony Bush /  Finn Schmidt-Jensen –  Simon Bassett /  Jonathan Bishop: 15-1 / 15-11
- Lars Paaske /  Henrik Sørensen –  Hugo Rodrigues /  Fernando Silva: 15-3 / 15-11
- Mads Jørgensen /  Mikkel Pommergaard –  Simon Laskey /  Keith Vernon: 18-14 / 15-3
- Peter Janum /  Niels Christian Kaldau –  Geoffrey Bellingham /  Scott Maciver: 15-12 / 15-11

### Qualifikation 3. Runde
- Anthony Bush /  Finn Schmidt-Jensen –  Lars Paaske /  Henrik Sørensen: 15-12 / 15-10
- Mads Jørgensen /  Mikkel Pommergaard –  Peter Janum /  Niels Christian Kaldau: 15-6 / 15-4

### 1. Runde
- Jesper Knudsen /  Lars Pedersen –  Taizou Kawasaki /  Toru Matsumoto: 15-3 / 15-5
- Thomas Madsen /  Johnny Sørensen –  James Anderson /  Ian Pearson: 15-7 / 18-17
- Fumihiko Machida /  Takahiro Suka –  Michael Adams /  Michael Brown: 15-3 / 11-15 / 15-10
- Thomas Damgaard /  András Piliszky –  Mads Jørgensen /  Mikkel Pommergaard: 15-8 / 15-7
- Huang Zhanzhong /  Jiang Xin –  Peter Espersen /  Claus Olsen: 15-4 / 15-8
- Alan Crowther /  Keith Davis –  Greig Bramwell /  Grant Walker: 15-6 / 15-3
- Simon Archer /  Chris Hunt –  Kenneth Jonassen /  Peter Rasmussen: 15-3 / 18-14
- Takuya Katayama /  Yuzo Kubota –  John Leung /  David Tonks: 15-6 / 15-6
- Jan Paulsen /  Thomas Stavngaard –  Kazuhiro Honda /  Akihiro Imai: 15-11 / 15-10
- Nick Ponting /  Julian Robertson –  Sergey Melnikov /  Nikolai Sujew: 18-15 / 15-6
- Jens Meibom /  Claus Simonsen –  Anthony Bush /  Finn Schmidt-Jensen: 15-12 / 15-4
- Jens Eriksen /  Christian Jakobsen –  Ron Michels /  Quinten van Dalm: 15-8 / 4-15 / 15-6
- Shuji Matsuno /  Shinji Matsuura –  Neil Cottrill /  John Quinn: 15-7 / 9-15 / 15-9
- Imay Hendra /  Dicky Purwotjugiono –  Jan-Eric Antonsson /  Mikael Rosén: 15-6 / 18-15
- Jesper Hermansen /  Morten Sandal –  Trevor Darlington /  Paul Holden: 15-11 / 9-15 / 15-10
- Chen Gang /  Sun Jun  –  Chan Siu Kwong /  Wong Wai Lap: 15-12 / 8-15 / 15-12

### 2. Runde
- Ricky Subagja /  Rexy Mainaky –  Lee Kwang-jin /  Lee Suk-ho: 15-9 / 15-7
- Jesper Knudsen /  Lars Pedersen –  Thomas Madsen /  Johnny Sørensen: 10-15 / 15-4 / 15-9
- Peter Axelsson /  Pär-Gunnar Jönsson –  Michael Keck /  Stephan Kuhl: 15-8 / 15-5
- Thomas Damgaard /  András Piliszky –  Fumihiko Machida /  Takahiro Suka: 15-11 / 15-8 / 18-2
- Cheah Soon Kit /  Soo Beng Kiang –  Jon Holst-Christensen /  Michael Søgaard: 18-17 / 11-15 / 15-9
- Huang Zhanzhong /  Jiang Xin –  Alan Crowther /  Keith Davis: 15-6 / 15-6
- Pramote Teerawiwatana /  Sakrapee Thongsari –  Peter Blackburn /  Mark Nichols: 15-12 / 15-9
- Simon Archer /  Chris Hunt –  Takuya Katayama /  Yuzo Kubota: 17-14 / 15-9
- Nick Ponting /  Julian Robertson –  Jan Paulsen /  Thomas Stavngaard: 15-1 / 15-3
- S. Antonius Budi Ariantho /  Denny Kantono –  Bruce Flockhart /  David Gilmour: 15-3 / 15-2
- Jens Eriksen /  Christian Jakobsen –  Jens Meibom /  Claus Simonsen: 15-9 / 15-7
- Chen Hongyong /  Chen Kang –  Ha Tae-kwon /  Yoo Yong-sung: 15-9 / 15-5
- Imay Hendra /  Dicky Purwotjugiono –  Shuji Matsuno /  Shinji Matsuura: 15-11 / 4-15 / 15-6
- Jim Laugesen /  Henrik Svarrer –  Jalani Sidek /  Razif Sidek: 15-7 / 15-11
- Jesper Hermansen /  Morten Sandal –  Chen Gang /  Sun Jun : 15-13 / 15-10
- Rudy Gunawan /  Bambang Suprianto –  Norihisa Nakamura /  Tomokazu Umaki: 15-1 / 15-2

### Achtelfinale
- Ricky Subagja /  Rexy Mainaky –  Jesper Knudsen /  Lars Pedersen: 15-6 / 15-2
- Peter Axelsson /  Pär-Gunnar Jönsson –  Thomas Damgaard /  András Piliszky: 15-11 / 15-6
- Cheah Soon Kit /  Soo Beng Kiang –  Huang Zhanzhong /  Jiang Xin: 18-15 / 18-17
- Simon Archer /  Chris Hunt –  Pramote Teerawiwatana /  Sakrapee Thongsari: 15-3 / 15-9
- S. Antonius Budi Ariantho /  Denny Kantono –  Nick Ponting /  Julian Robertson: 15-11 / 15-7
- Jens Eriksen /  Christian Jakobsen –  Chen Hongyong /  Chen Kang: 15-12 / 15-9
- Imay Hendra /  Dicky Purwotjugiono –  Jim Laugesen /  Henrik Svarrer: 13-15 / 15-12 / 15-4
- Rudy Gunawan /  Bambang Suprianto –  Jesper Hermansen /  Morten Sandal: 15-4 / 15-5

### Viertelfinale
- Ricky Subagja /  Rexy Mainaky –  Peter Axelsson /  Pär-Gunnar Jönsson: 15-9 / 18-13
- Cheah Soon Kit /  Soo Beng Kiang –  Simon Archer /  Chris Hunt: 15-9 / 15-8
- S. Antonius Budi Ariantho /  Denny Kantono –  Jens Eriksen /  Christian Jakobsen: 15-10 / 15-5
- Rudy Gunawan /  Bambang Suprianto –  Imay Hendra /  Dicky Purwotjugiono: 15-3 / 11-15 / 15-1

### Halbfinale
- Ricky Subagja /  Rexy Mainaky –  Cheah Soon Kit /  Soo Beng Kiang: 15-18 / 15-12 / 15-8
- Rudy Gunawan /  Bambang Suprianto –  S. Antonius Budi Ariantho /  Denny Kantono: 15-4 / 15-6

### Finale
- Rudy Gunawan /  Bambang Suprianto –  Ricky Subagja /  Rexy Mainaky: 15-12 / 15-12

## Damendoppel

### Qualifikation 1. Runde
- Sarah Hardaker /  Rebecca Pantaney –  Michelle Rasmussen /  Pernille Strom: 12-15 / 15-10 / 15-7
- Sonya McGinn /  Miho Tanaka –  Anne Katrine Lauesen /  Joanne Mogensen: 15-3 / 15-11
- Amanda Carter /  Tammy Jenkins –  Hitomi Kanauchi /  Yuko Watanabe: 15-10 / 15-3
- Sheree Jefferson /  Rhona Robertson –  Cheryl Cooke /  Penny Wills: 15-10 / 15-6
- Gitte Jansson /  Majken Vange –  Kelly Morgan /  Rachael Phipps: 15-8 / 15-5
- Ann Jørgensen /  Sara Runesten-Petersen –  Natasha Groves-Burke /  Justine Willmott: 18-15 / 15-12

### Qualifikation 2. Runde
- Sarah Hardaker /  Rebecca Pantaney –  Sonya McGinn /  Miho Tanaka: 15-12 / 15-5
- Rikke Broen /  Gitte Sommer –  Amanda Carter /  Tammy Jenkins: 15-7 / 11-15 / 15-7
- Sheree Jefferson /  Rhona Robertson –  Gitte Jansson /  Majken Vange: 6-15 / 15-8 / 15-7
- Ann Jørgensen /  Sara Runesten-Petersen –  Kumi Ohta /  Masami Yamazaki: 15-0 / 15-6

### Qualifikation 3. Runde
- Rikke Broen /  Gitte Sommer –  Sarah Hardaker /  Rebecca Pantaney: 14-18 / 17-14 / 15-12
- Ann Jørgensen /  Sara Runesten-Petersen –  Sheree Jefferson /  Rhona Robertson: 15-13 / 10-15 / 15-1

### 1. Runde
- Chung So-young /  Gil Young-ah –  Helene Kirkegaard /  Rikke Olsen: 15-12 / 15-6
- Ge Fei /  Gu Jun –  Tomomi Matsuo /  Kyoko Sasage: 15-8 / 15-10
- Eliza Nathanael /  Zelin Resiana –  Nichola Beck /  Joanne Davies: 16-6 / 15-7
- Emma Constable /  Doris Piché –  Rikke Broen /  Gitte Sommer: 12-15 / 15-7 / 15-8
- Christine Magnusson /  Lim Xiaoqing –  Ann Jørgensen /  Sara Runesten-Petersen: 15-4 / 15-11
- Alison Humby /  Denyse Julien –  Lone Sørensen /  Mette Sørensen: 15-9 / 15-9
- Julie Bradbury /  Gillian Clark –  Takako Ida /  Hisako Mizui: 15-10 / 15-3
- Marlene Thomsen /  Anne Mette Bille –  Rosalina Riseu /  Rosiana Tendean: 15-11 / 13-15 / 15-11
- Miwa Kai /  Shinobu Sasaki –  Nicole van Hooren /  Georgy van Soerland: 15-9 / 15-3
- Joanne Goode /  Gillian Gowers –  Marina Andrievskaia /  Irina Yakusheva: 15-3 / 15-2
- Rhonda Cator /  Song Yang –  Grace Peng Yun /  Zhang Ning: 15-4 / 9-15 / 15-10
- Lotte Olsen /  Lisbet Stuer-Lauridsen –  Karen Neumann /  Nicole Baldewein: 15-6 / 15-0
- Maria Bengtsson /  Erica van den Heuvel –  Anne Søndergaard /  Lotte Thomsen: 15-6 / 15-3
- Jang Hye-ock /  Shim Eun-jung –  Kerri McKittrick /  Lorraine Thomas: 15-6 / 15-5
- Tokiko Hirota /  Yuko Koike –  Kerry Batten /  Karen Peatfield: 15-5 / 15-1
- Finarsih /  Lili Tampi –  Tanja Berg /  Mette Pedersen: 15-5 / 15-6

### Achtelfinale
- Chung So-young /  Gil Young-ah –  Ge Fei /  Gu Jun: 7-15 / 15-12 / 15-9
- Eliza Nathanael /  Zelin Resiana –  Emma Constable /  Doris Piché: 15-5 / 15-5
- Christine Magnusson /  Lim Xiaoqing –  Alison Humby /  Denyse Julien: 15-7 / 15-3
- Julie Bradbury /  Gillian Clark –  Marlene Thomsen /  Anne Mette Bille: 15-3 / 15-1
- Joanne Goode /  Gillian Gowers –  Miwa Kai /  Shinobu Sasaki: 15-8 / 10-15 / 18-17
- Lotte Olsen /  Lisbet Stuer-Lauridsen –  Rhonda Cator /  Song Yang: 15-6 / 15-1
- Jang Hye-ock /  Shim Eun-jung –  Maria Bengtsson /  Erica van den Heuvel: 15-8 / 15-4
- Finarsih /  Lili Tampi –  Tokiko Hirota /  Yuko Koike: 15-3 / 15-2

### Viertelfinale
- Chung So-young /  Gil Young-ah –  Eliza Nathanael /  Zelin Resiana: 15-7 / 15-8
- Julie Bradbury /  Gillian Clark –  Christine Magnusson /  Lim Xiaoqing: 15-9 / 3-15 / 15-11
- Lotte Olsen /  Lisbet Stuer-Lauridsen –  Joanne Goode /  Gillian Gowers: 15-2 / 15-11
- Jang Hye-ock /  Shim Eun-jung –  Finarsih /  Lili Tampi: 15-4 / 18-14

### Halbfinale
- Chung So-young /  Gil Young-ah –  Julie Bradbury /  Gillian Clark: 15-5 / 9-15 / 18-17
- Jang Hye-ock /  Shim Eun-jung –  Lotte Olsen /  Lisbet Stuer-Lauridsen: 15-10 / 16-18 / 15-6

### Finale
- Chung So-young /  Gil Young-ah –  Jang Hye-ock /  Shim Eun-jung: 7-15 / 15-8 / 15-4

## Mixed

### 1. Runde
- Jon Holst-Christensen /  Rosiana Tendean –  Peter Knowles /  Joanne Muggeridge: 15-3 / 15-3
- Ron Michels /  Erica van den Heuvel –  Ian Pearson /  Karen Chapman: 15-9 / 15-4
- Christian Jakobsen /  Lotte Olsen –  Nick Hall /  Sheree Jefferson: 15-5 / 15-7
- Simon Archer /  Joanne Davies –  Michael Keck /  Karen Neumann: 15-1 / 15-18 / 15-8
- Jan-Eric Antonsson /  Astrid Crabo –  Thomas Stavngaard /  Ann Jørgensen: 15-5 / 16-17 / 15-3
- Jan Paulsen /  Rikke Olsen –  James Anderson /  Emma Constable: 15-12 / 15-8
- Nick Ponting /  Joanne Goode –  Nikolai Sujew /  Marina Andrievskaia: 17-16 / 15-9
- Yoo Yong-sung /  Jang Hye-ock –  Jiang Xin /  Gu Jun: 14-18 / 15-11 / 15-7
- Liang Qing /  Grace Peng Yun –  Chan Siu Kwong /  Chung Hoi Yuk: 15-12 / 15-9
- Chris Hunt /  Gillian Clark –  Neil Cottrill /  Monique Hoogland: 15-6 / 15-5
- Julian Robertson /  Julie Bradbury –  Lee Kwang-jin /  Gil Young-ah: 15-1 / 15-9
- Jens Eriksen /  Anne Mette Bille –  Peter Axelsson /  Marlene Thomsen: 15-12 / 15-4
- Pär-Gunnar Jönsson /  Maria Bengtsson –  John Quinn /  Nichola Beck: 15-1 / 18-13
- Ha Tae-kwon /  Shim Eun-jung –  Aryono Miranat /  Rosalina Riseu: 15-3 / 15-2
- Quinten van Dalm /  Nicole van Hooren –  Thomas Damgaard /  Helene Kirkegaard: 15-12 / 18-14
- Michael Søgaard /  Gillian Gowers –  Michael Adams /  Lorraine Thomas: 15-6 / 15-8

### Achtelfinale
- Jon Holst-Christensen /  Rosiana Tendean –  Ron Michels /  Erica van den Heuvel: 15-8 / 15-4
- Christian Jakobsen /  Lotte Olsen –  Simon Archer /  Joanne Davies: 15-12 / 15-8
- Jan Paulsen /  Rikke Olsen –  Jan-Eric Antonsson /  Astrid Crabo: 10-15 / 15-4 / 15-10
- Nick Ponting /  Joanne Goode –  Yoo Yong-sung /  Jang Hye-ock: 15-12 / 8-15 / 15-9
- Chris Hunt /  Gillian Clark –  Liang Qing /  Grace Peng Yun: 15-12 / 5-15 / 18-15
- Julian Robertson /  Julie Bradbury –  Jens Eriksen /  Anne Mette Bille: 3-15 / 15-13 / 15-6
- Pär-Gunnar Jönsson /  Maria Bengtsson –  Ha Tae-kwon /  Shim Eun-jung: 15-11 / 15-5
- Michael Søgaard /  Gillian Gowers –  Quinten van Dalm /  Nicole van Hooren: 15-12 / 15-5

### Viertelfinale
- Jon Holst-Christensen /  Rosiana Tendean –  Christian Jakobsen /  Lotte Olsen: 15-5 / 15-4
- Nick Ponting /  Joanne Goode –  Jan Paulsen /  Rikke Olsen: 15-8 / 15-9
- Julian Robertson /  Julie Bradbury - :
- Pär-Gunnar Jönsson /  Maria Bengtsson –  Michael Søgaard /  Gillian Gowers: 15-11 / 15-10

### Halbfinale
- Nick Ponting /  Joanne Goode –  Jon Holst-Christensen /  Rosiana Tendean: 15-9 / 16-17 / 15-12
- Chris Hunt /  Gillian Clark –  Pär-Gunnar Jönsson /  Maria Bengtsson: 4-15 / 15-10 / 15-6

### Finale
- Nick Ponting /  Joanne Goode –  Chris Hunt /  Gillian Clark: 15-10 / 15-11